# Луксембург на Европском првенству у атлетици за јуниоре 2017.
Луксембург је учествовао на 24. Европском првенству за јуниоре 2017. одржаном у Гросето, Италија, од 20. до 23. јула. Репрезентацију Луксембурга на њеном деветнаестом  учешћу на европским првенствима за јуниоре представљала су 4 спортисткиње које су се такмичиле у 5 дисциплина.
На овом такмичењу такмичари из Луксембурга оборили су један лични рекорд.

## Учесници
Јуниорке:
- Патриција Ван Дер Векен — 100 м, 200 м
- Кани Туре — 100 м препоне
- Елоди Тсхилумба — Скок увис
- Ен Бертемес — Бацање кугле

## Резултати

### Јуниорке
| Атлетичарка             | Дисциплина    | Лични рекорд | Квалификације | Квалификације | Полуфинале            | Полуфинале            | Финале                | Финале       | Детаљи |
| Атлетичарка             | Дисциплина    | Лични рекорд | Резултат      | Место         | Резултат              | Место                 | Резултат              | Место        | Детаљи |
| ----------------------- | ------------- | ------------ | ------------- | ------------- | --------------------- | --------------------- | --------------------- | ------------ | ------ |
| Патриција Ван Дер Векен | 100 м         | 11,82        | 11,92 кв      | 6. у гр. 5    | 11,91                 | 6. у гр. 3            | Није се квалификовала | 14 / 39      |        |
| Патриција Ван Дер Векен | 200 м         | 24,32        | 24,82         | 6. у гр. 5    | Нису се квалификовале | Нису се квалификовале | Нису се квалификовале | 28 / 38 (40) |        |
| Кани Туре               | 100 м препоне | 14,34        | 14,59         | 8. у гр. 5    | Нису се квалификовале | Нису се квалификовале | Нису се квалификовале | 35 / 38      |        |
| Елоди Тсхилумба         | скок увис     | 1,85         | 1,80 кв       | 5. у гр. Б    |                       |                       | 1,76                  | 12 / 27 (28) |        |
| Ен Бертемес             | бацање кугле  | 13,62        | 13,19         | 13. у гр. Б   | Није се квалификовала | 26 / 28               |                       |              |        |